# Tătărăni
Tătărăni is een Roemeense gemeente in het district Vaslui.
Tătărăni telt 2473 inwoners.